# Амплуа
Амплуа́ (фр. emploi — посада, заняття) — певний вид ролей, що відповідають сценічним даним актора. Наприклад: герой, комік, резонер, інженю, субретка, фатальна жінка тощо. Спеціалізація акторів за амплуа прискорює підготовку вистав, дає впевненість в майстерності виконання ролі, але обмежує акторські можливості, породжує штампи.
В переносному значенні амплуа — характер обов'язків, які виконує людина, специфічність виконуваної роботи.